# Шнайдер, Иоганн Готлоб (младший)
Иоганн Готлоб Шнайдер-младший (нем. Johann Gottlob Schneider junior; 28 октября 1789, Альтгерсдорф  — 13 апреля 1864, Дрезден) — немецкий органист, композитор, музыкальный педагог. Сын Иоганна Готлоба Шнайдера-старшего, брат Иоганна Кристиана Фридриха Шнайдера.

## Биография
Родился 28 октября 1789 года в Альтгерсдорфе, в семье органиста и кантора Иоганна Готлоба Шнайдера старшего (1753–1840).
Первоначально обучался у своего отца игре на фортепиано и органе, а также на скрипке, альте, гобое, кларнете, фаготе, валторне, трубе и тромбоне. В 1801—1810 годах учился в гимназии в Циттау, где был одним из ведущих певцов в хоре.
В 1810 году отправился в Лейпциг для изучения права, но стал преемником брата: в 1811 году он был назначен учителем пения в Ратсфрайшуле и органистом Паулинеркирхе. Вскоре перебрался в Гёрлиц, где с 1812 года был титулярным органистом Собора святых Петра и Павла. Много концертировал в качестве органиста-виртуоза в других городах. Выступал также как консультант по вопросам органного строительства.
С 12 декабря 1825 года работал в Дрездене, в том числе как органист саксонского королевского двора. С 1830 года возглавлял также Певческую академию Драйсига. В 1833 году вместе с Кёльнским мужским хором гастролировал в Лондоне.
В 1857 году получил от саксонского короля Иоганна почётный крест за заслуги, в 1861 году по случаю 50-летия музыкальной карьеры был удостоен почётной докторской степени Лейпцигского университета.
В репертуаре Шнайдера наиболее значительное место занимали сочинения Иоганна Себастьяна Баха. Об игре Шнайдера высоко отзывались Карл Мария фон Вебер и Феликс Мендельсон, а Роберт Шуман взял у него несколько уроков; среди других учеников Шнайдера — Хуго Брюклер и Виллем Николаи.
Был членом масонских лож Zur Crowned Serpent в Гёрлице и Zum Goldenen Apfel в Дрездене.
Умер 13 апреля 1864 года и был похоронен на Троицком лютеранском кладбище в Дрездене.